# کروا دو کوله
کروا دو کوله (به لاتین: Croix de Culet) یک کوه در سوئیس است که در کانتون وله واقع شده‌است. کروا دو کوله ۱٬۹۶۳ متر بالاتر از سطح دریا واقع شده‌است.